# Linksz Artúr
Linksz Artúr (Galgóc, 1900. június 23. – New York, 1988. március 19.) szemész, egyetemi tanár.

## Élete és munkássága
Apja, Linksz Izsák híres rabbi volt Devecserben; gyermek- és fiatalkorát itt töltötte. Diákkorában verseket is írt, amelyek Ádám Artúr álnéven a Pápai Hírlapban és más lapokban jelentek meg. 1919-ben bekapcsolódott a Magyarországi Tanácsköztársaság eseményeibe, ami miatt apja életében először megpofozta, majd a pozsonyi jesivában helyezte el. (Köztiszteletben álló apja később az auschwitzi koncentrációs táborban a holokauszt áldozata lett.)
Orvosi tanulmányait a prágai német egyetemen, majd a kieli egyetemen (1923-25) és a pécsi Erzsébet Tudományegyetem Orvostudományi Karán végezte. Diplomáját 1928-ban Pécsett szerezte. 1928–1939 között a budapesti Zsidó Kórház szemorvosa volt. A zsidótörvények miatt 1939-ben az Egyesült Államokba emigrált, New Yorkban telepedett le. 1943-1955 között a Manhattani Szemklinika orvosa, 1955-től a University of New York egyetemi tanára volt. Mintegy harminc éven át működött szemsebészként, két amerikai szemészeti folyóirat szerkesztője is volt.

## Elismerései
- Semmelweis-emlékérem 1954, 1968)

## Fontosabb művei
- Physiology of the Eye (New York, 1950)
- An essay on color vision and clinical colorvision tests (New York–London, 1964)
- On writing, reading and dyslexia (New York–London, 1973)
- Visszanézek. Ifjúkorom Magyarországon (New York, 1977)
- An ophthalmologist looks at art (San Francisco, 1980).
- Harc a harmadik halállal. Ifjúkorom Magyarországon. (Bp., 1990)